# Sabicea trailii
Sabicea trailii är en måreväxtart som beskrevs av Herbert Fuller Wernham. Sabicea trailii ingår i släktet Sabicea och familjen måreväxter. Inga underarter finns listade i Catalogue of Life.